# 華為Pocket 2
华为Pocket 2是华为於2024年2月2日推出的一款可摺疊式智能手機，折疊方式為上下折疊。該手機的熒幕為6.94英寸柔性屏，處理器為麒麟9000S，初始操作系統為鴻蒙操作系統4.0版。